# Royal Golf Club de Belgique (Ravenstein)
Pour les articles homonymes, voir Ravenstein.
Le Royal Golf Club de Belgique, situé à Tervueren est un parcours de golf. Il reçut la note de 17/20 dans l'edition 2008/2009 du Peugeot Golf Guide.
Il est propriété de la Donation royale.

## Historique
Le parcours fut dessiné par l'architecte britannique Tom Simpson, qui dessina également en Belgique les parcours des Keerbergen Golfclub, Royal Antwerp Golf Club, Kapellenbos Golf Club d'Anvers, le Royal Golf Club des Fagnes (Spa) et le Royal Golf Club du Sart-Tilman de Liège (1936).

## Royal Golf Club de Belgique: Les jumeaux créés parLéopold II
Le Royal Golf Club de Belgique se composait, à l'origine, de deux clubs gérés par une même entité: le RGCB situé au Ravenstein et le club d'Ostende situé à Clemskerke.

|                             |                             |                             |                             | Royal Golf Club de Belgique A Ostende dès 1903 A Ravenstein dès 1906 |                             |  |  |  |  |  |  |                                             |                                             |                                             |                                             |                                             |                                             |  |  |  |  |  |  |  |  |  |  |
|                             |                             |                             |                             |                                                                      |                             |  |  |  |  |  |  |                                             |                                             |                                             |                                             |                                             |                                             |  |  |  |  |  |  |  |  |  |  |
|                             |                             |                             |                             |                                                                      |                             |  |  |  |  |  |  |                                             |                                             |                                             |                                             |                                             |                                             |  |  |  |  |  |  |  |  |  |  |
| Royal Ostend Golf Club 1948 | Royal Ostend Golf Club 1948 | Royal Ostend Golf Club 1948 | Royal Ostend Golf Club 1948 | Royal Ostend Golf Club 1948                                          | Royal Ostend Golf Club 1948 |  |  |  |  |  |  | Royal Golf Club de Belgique Ravenstein 1946 | Royal Golf Club de Belgique Ravenstein 1946 | Royal Golf Club de Belgique Ravenstein 1946 | Royal Golf Club de Belgique Ravenstein 1946 | Royal Golf Club de Belgique Ravenstein 1946 | Royal Golf Club de Belgique Ravenstein 1946 |  |  |  |  |  |  |  |  |  |  |

## Parcours
Le parcours se trouve sur un site remarquable où le château de Ravenstein, désormais aménagé en club house, était une propriété du Roi Léopold II. Celui-ci est à l'origine d'une collection complète d'arbres se trouvant dans le parc.

## Dernier vainqueur de l'Open de Belgique au RGCB
| année | Vainqueur      | Nationalité            | Score     |
| ----- | -------------- | ---------------------- | --------- |
| 1978  | Noel Ratcliffe | Drapeau de l'Australie | 280 (-12) |